# Summum-Chiefs de Saint-Jean-sur-Richelieu
 (décembre 2023).
Si vous disposez d'ouvrages ou d'articles de référence ou si vous connaissez des sites web de qualité traitant du thème abordé ici, merci de compléter l'article en donnant les références utiles à sa vérifiabilité et en les liant à la section « Notes et références ».
Les Summum-Chiefs de Saint-Jean-sur-Richelieu sont une équipe de hockey sur glace de la Ligue nord-américaine de hockey de Saint-Jean-sur-Richelieu au Québec (Canada).

## Historique
En 2006, l'équipe des Summum-Chiefs  de Laval déménage de Laval en 2006 pour se baser à Saint-Jean-sur-Richelieu. Après deux saisons à St-Jean-sur-Richelieu, l'équipe déménage à St-Hyacinthe pour devenir les Chiefs de Saint-Hyacinthe.

### Saisons en LNAH
Note: PJ : parties jouées, V : victoires, D : défaites, DP : défaite en prolongation, DF : défaite en fusillade, Pts : Points, BP : buts pour, BC : buts contre, Pun : minutes de pénalité
| Saison    | PJ | V  | D  | DP | DF | Pts | Classement | Séries éliminatoires         |
| --------- | -- | -- | -- | -- | -- | --- | ---------- | ---------------------------- |
| 2006-2007 | 48 | 32 | 14 | 1  | 1  | 66  | 1e place   | Vainqueur de la Coupe Futura |
| 2007-2008 | 52 | 28 | 21 | 1  | 2  | 59  | 4e place   |                              |